# Torre della Castagna
A Torre della Castagna egyike Firenze fennmaradt középkori lakótornyainak. A Via Dante Alighieri utca és a Piazza San Martino tér sarkán áll. 1282-ben építették, 1921-ben restaurálták. A 13. század végén ebben az épületben volt a priorok székhelye. Ez az egyetlen fennmaradt építmény a városban, ahonnan a céhek vezetői még a Palazzo Vecchio megépülte előtt irányították az államot. Ma múzeum.